# Вспышка холеры на Брод-стрит

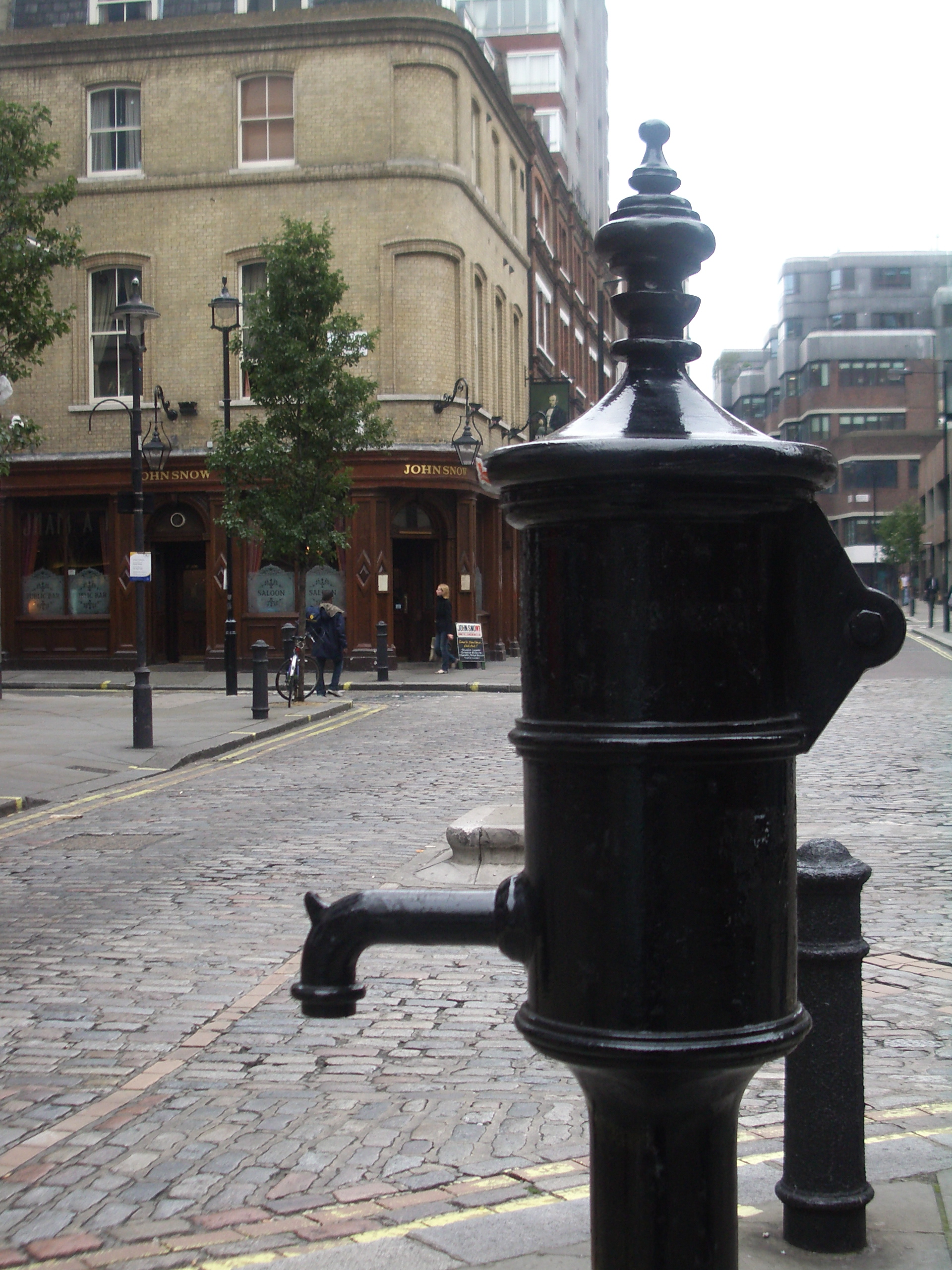
Мемориал Джона Сноу и паб, названный в его честь. Бродвик-стрит, Сохо, Лондон

Вспышка холеры на Брод-стрит — серьёзная вспышка эпидемии холеры, случившаяся в 1854 году в окрестностях улицы Брод-стрит (ныне Бродвик-стрит) лондонского района Сохо. Событие вошло в историю благодаря методичным действиям доктора Джона Сноу, выявившего источник эпидемии — загрязнённую воду из водоразборной колонки. Исследование Сноу послужило толчком к развитию эпидемиологии и совершенствованию систем водоснабжения и канализации. Вспышку связывают с проходившей в то время Крымской войной, где обе воюющие стороны несли колоссальные санитарные потери от холеры.

## Предпосылки
В середине XIX века в Сохо назрела проблема с удалением нечистот: квартал был густо населён, однако не был подключён к лондонской системе канализации. В подвалах многих домов прямо под полом располагались выгребные ямы, в которые стекали нечистоты. Городские власти, знавшие о регулярном переполнении выгребных ям, приняли решение сбрасывать нечистоты в Темзу. В результате сточные воды попали в городскую систему водоснабжения, что вызвало вспышку эпидемии холеры.

## Вспышка
Случаи заболевания холерой уже были зарегистрированы в некоторых районах города, когда 31 августа 1854 года эпидемия поразила Сохо. Джон Сноу, врач, который в итоге связал вспышки холеры с загрязнением питьевой воды, назвал эту эпидемию «самой ужасной из всех, когда-либо поражавших королевство».
В течение следующих трёх дней в районе Брод-стрит умерли 127 человек. Ещё через неделю район покинули три четверти его населения. К 10 сентября умерло 500 человек. Всего же за время эпидемии умерли 616 человек.

## Расследование Джона Сноу

Карта Джона Сноу, на которой отмечены кластеры случаев холеры.

Джон Сноу скептически относился к господствовавшей в то время «теории миазмов», согласно которой причиной болезней типа холеры и чумы был «нездоровый воздух». Микробная теория ещё не была повсеместно принята научным сообществом и Сноу не знал природу передачи болезни, однако факты говорили ему, что причина заражение холерой кроется не во вдыхании нездорового воздуха. В 1849 году Сноу опубликовал исследование «О путях распространения холеры» (англ. On the Mode of Communication of Cholera), в которой описал свою теорию распространения болезни. В 1855 году вышло второе издание книги, расширенное и дополненное результатами расследования эпидемии, поразившей Сохо в 1854 году.
Сноу опросил местных жителей и пришёл к выводу, что источником распространения холеры является водоразборная колонка на Брод-стрит. Сноу не смог определить опасность воды лабораторными методами, однако со всей настойчивостью смог убедить местные власти снять с колонки рукоять насоса. Публика расценила это событие как причину прекращения эпидемии, однако вполне могло быть, что вспышка холеры уже шла на спад, что вполне допускал сам Джон Сноу:

Нет сомнения, что смертность значительно сократилась, как я уже говорил, благодаря бегству населения, случившемуся после вспышки; однако же число смертей пошло на убыль ещё до того, как подача воды была прекращена. По сему невозможно установить был ли источник воды заражён холерой, или же по каким-то причинам вода очистилась от неё.
Оригинальный текст (англ.)There is no doubt that the mortality was much diminished, as I said before, by the flight of the population, which commenced soon after the outbreak; but the attacks had so far diminished before the use of the water was stopped, that it is impossible to decide whether the well still contained the cholera poison in an active state, or whether, from some cause, the water had become free from it.

Позднее на основании собранных данных Сноу составил карту случаев холеры. На карте были отмечены места расположения водоразборных колонок и количество умерших от холеры в том или ином здании. Сноу опирался на статистические данные, чтобы твёрдо доказать связь между источником воды и заболеванием. Получившаяся общая картина эпидемии показала, что наибольшее число умерших пришлось на окрестности водоразборной колонки на Брод-стрит. 
Между тем в расположенном неподалёку монастыре никто не умер — факт, казавшийся аномалией. Дальнейшее расследование показало, что монахи пили только пиво, которое варила монастырская пивоварня, что послужило ещё одним доказательством в пользу теории Сноу.
Расследование также показало, что компания, поставлявшая воду жителям домов, в которых была отмечена повышенная частота случаев заболевания холерой, забирала её в загрязнённых частях Темзы. Расследование Джона Сноу стало важнейшим событием в истории общественного здравоохранения и медицинской географии, и может расцениваться как ключевое событие в истории возникновения эпидемиологии.

## Отражение в искусстве
Эпизод расследования холеры доктором Сноу отражён в современном британском сериале «Виктория», где утверждается, что распоряжение выслушать доводы доктора и закрыть водоразборную колонку отдала лично Её Величество.